# S/2004 S 4
S/2004 S 4 är en kandidat till att bli officiellt registrerad som måne till Saturnus.
Den upptäcktes på bilder från rymdsonden Cassini när man försökte bekräfta existensen av en annan måne, S/2004 S 3. 
S/2004 S 4 tror man kretsar kring Saturnus strax bortom F-ringen, medan S 4 befinner sig inuti F-ringen. Man är osäker på om det verkligen är frågan om två månar eller om det rör sig om en och samma måne som under ett varv i sin omloppsbana faktiskt korsar F-ringen.